# Јутро у боровој шуми
Јутро у боровој шуми (рус. Утро в сосновом лесу) слика је руских сликара Ивана Шишкина и Константина Савицког. Савицки је насликао медведе, али је колекционар Павел Третјаков обрисао његов потпис, наводећи да, „од идеје до реализације, све показује да је начин сликања и креативности својствен само за Шишкина“, тако да се слика сада признаје само Шишкину.
Јутро у боровој шуми постала је веома популарна слика и била је репродукована на разним предметима, укључујући и чоколадице „Кривоноги меда” компаније „Црвени октобар” (рус. Красный Октябрь). Према једном истраживању, слика је на другом месту у Русији по популарности, одмах иза „Богатира“ Виктора Васнецова. Шишкинове сличне слике су „Шума у пролећу“ (1884) и „Сестрорецка шума“ (1896).
Верује се да је Шишкин насликао борове у близини места Нарва-Јоесу у Естонији, где је често волео да борави лети.